# Mer d'Irminger
Pour les articles homonymes, voir Irminger.
La mer d'Irminger est une partie de l’océan Atlantique située au sud-est du Groenland et au sud-ouest de l’Islande au débouché sud du détroit de Danemark. Elle communique, au-delà du cap Farvel (cap le plus au sud du Groenland), avec la mer du Labrador.
Le courant d'Irminger, composante du Gulf Stream y passe. 
Les deux toponymes doivent leur nom au vice-amiral, ministre de la Marine et hydrographe danois Carl Irminger (da) (1802-1888) qui conduisit une expédition scientifique dans la zone en 1854.  